# Zsolt Korcsmár
Dans le nom hongrois Korcsmár Zsolt, le nom de famille précède le prénom, mais cet article utilise l’ordre habituel en français Zsolt Korcsmár, où le prénom précède le nom.
Zsolt Korcsmár, né le 9 janvier 1989, est un footballeur hongrois. Il joue au poste de défenseur central avec le FC Midtjylland.

## Biographie

### En club
Zsolt Korcsmár commence le football dans le club hongrois de Újpest FC en 2005 où il joue en équipe jeune jusqu'en 2006.
Il découvre l'équipe professionnelle en participant à son premier match en Soproni Liga contre Budapest Honvéd (7-0) le 22 avril 2006 à l'âge de 17 ans.
Dès sa deuxième saison dans l'effectif pro, il devient un titulaire en puissance de l'effectif d'Ujpest malgré son jeune âge.
Avec sa précocité dans le championnat hongrois, le club anglais de West Ham lui donne un essai mais non concluant en décembre 2007.
En juillet 2010, il est prêté en Norvège dans le club du SK Brann, il reviendra en Hongrie en janvier 2011.

### En équipe nationale
En 2007-2008, il est sélectionné tout au long de la saison avec l'équipe de Hongrie des moins de 19 ans pour participer Championnat d'Europe des moins de 19 ans, la Hongrie fait un bon parcours et arrive en demi-finale de la compétition, Zsolt en comptant les qualifications joue cinq matchs.
En 2009, Zsolt Korcsmár participe à la Coupe du monde des moins de 20 ans en Égypte, il y dispute cinq matchs pour inscrire un but contre l'Afrique du Sud en match de poule. La Hongrie terminera troisième de la Coupe du monde.
Le 6 juin 2009, il honore sa première sélection avec les espoirs hongrois contre le Luxembourg Espoirs (3-0) pour les qualifications du Championnat d'Europe de football espoirs 2011, il marque un but lors de cette rencontre en étant titulaire.

## Palmarès

### En équipe

#### En club
- Újpest FC
  - Championnat de Hongrie
    - Vice : 2006 et 2009.

#### En sélection nationale
- Hongrie - 20 ans
  - Coupe du monde - 20 ans
    - Troisième : 2009.

## Carrière
| Saison      | Club                 | Pays         | Championnat        | Coupe nationale   | Coupe continentale | Sélection Hongrie |
| ----------- | -------------------- | ------------ | ------------------ | ----------------- | ------------------ | ----------------- |
| 2005 - 2006 | Újpest FC            | Soproni Liga | 1 match            | -                 | -                  | -                 |
| 2006 - 2007 | Újpest FC            | Soproni Liga | 24 matchs / 1 but  | -                 | -                  | -                 |
| 2007 - 2008 | Újpest FC            | Soproni Liga | 21 matchs / 3 buts | -                 | -                  | -                 |
| 2008 - 2009 | Újpest FC            | Soproni Liga | 24 matchs / 5 buts | 1 match           | -                  | -                 |
| 2009 - 2010 | Újpest FC            | Soproni Liga | 25 matchs / 3 buts | 6 matchs          | 1 match (C3)       | -                 |
| 2010        | SK Brann             | Tippeligaen  | 10 matchs          | -                 | -                  | -                 |
| 2011        | SK Brann             | Tippeligaen  | 26 matchs / 3 buts | 4 matchs / 1 but  | -                  | 5 sélections      |
| 2012        | SK Brann             | Tippeligaen  | 25 matchs / 2 buts | 5 matchs / 3 buts | -                  | 9 sélections      |
| 2013        | SK Brann             | Tippeligaen  | 15 matchs / 1 but  | 2 matchs          | -                  | 4 sélections      |
| 2013-2014   | SpVgg Greuther Fürth | 2.Bundesliga | 2 matchs           | 1 match / 1 but   | -                  | 2 sélections      |

Dernière mise à jour le 21 septembre 2013